# Anthony Vanden Borre
Anthony Vanden Borre (* 24. Oktober 1987 in Likasi, Zaire) ist ein belgischer ehemaliger Fußballspieler. Vanden Borre besitzt sowohl die belgische Staatsbürgerschaft als auch die der Demokratischen Republik Kongo.

## Vereinskarriere
Vanden Borre gilt als äußerst talentiert und ist in der Saison 2003/04 mit 15 Jahren von Anderlechts eigener Jugend zu den Profis gewechselt.
Seit der Saison 2007/08 spielt Vanden Borre für die ACF Fiorentina, zu der er für eine Ablösesumme von 3,5 Millionen Euro wechselte. Er erhielt einen Vertrag bis 2012. Am 7. Oktober 2007 gab er im Spiel gegen Juventus Turin sein Debüt, als er in der 67. Spielminute für Giampaolo Pazzini eingewechselt wurde. Im Januar 2008 kaufte der CFC Genua 50 % seiner Transferrechte, weshalb Vanden Borre nun für die Genoveser auflief. Im Gegenzug wechselte Papa Waigo N’Diaye nach Florenz.
Im August 2009 wurde Vanden Borre zum FC Portsmouth ausgeliehen, wo er am 19. August 2009 unter Trainer Paul Hart im Spiel gegen Birmingham City sein Debüt gab. Der englische Verein besaß zudem eine Kaufoption, welche er jedoch nicht zog.
Deshalb ging Vanden Borre nach der Saison 2010/11 zurück zum FC Genua, von wo er direkt zum KRC Genk wechselte, bei dem er einen Vertrag bis zum 30. Juni 2012 unterschrieb. Nach Auslaufen des Vertrages wechselte er zurück zum RSC Anderlecht. Dort gab er im Januar 2017, nachdem er zuvor an den HSC Montpellier ausgeliehen worden war, sein Karriereende bekannt, nahm jedoch bereits im März 2017 seine Karriere wieder auf, indem er für den kongolesischen Erstligisten Tout Puissant Mazembe wieder aktiv wurde. Als Grund für sein vorläufiges Karriereende gab er „mentale Müdigkeit“ an.
Bereits im August 2017 wurde der Vertrag mit Mazembe im gegenseitigen Einvernehmen aufgelöst. Verschiedene Quellen sprechen von vier Spielen, die Vanden Borre für Mazembe gemacht hat, wobei nicht klar ist, ob dies Meisterschaftsspiele waren.
Nachdem er dann zwei Jahre keinen Fußball gespielt hatte, gab der RSC Anderlecht Mitte September 2019 bekannt, dass Vanden Borre mit der U21-Mannschaft von Anderlecht trainieren wird, um wieder einen Einstieg in den Profi-Fußball zu finden. Vanden Borre nahm auch am Wintertrainingslager des RSC Anderlecht teil. Am 17. Januar 2020 unterschrieb er beim RSC Anderlecht einen Spielervertrag und gehört seitdem offiziell zu dessen Kader. Nachdem sein Vertrag am 30. Juni 2020 ausgelaufen war, durfte er weiter mit der Mannschaft trainieren. Nach einigen Tagen erhielt Vanden Borre einen neuen Vertrag. Anderlecht ging dabei insbesondere davon aus, dass er einen positiven Einfluss auf die jüngeren Spieler habe und ihnen aufgrund seiner Erfahrung mit Rat und Tat zur Seite stehen kann.
Einerseits war er auf dem offiziellen Saisonfoto der Mannschaft mitabgebildet; andererseits erhielt er keine Rückennummer. Im Laufe des Herbst 2020 zeichnete sich ab, dass er künftig im B-Kader bzw. als Führungsspieler in der U-23-Mannschaft eingesetzt werden soll. Tatsächlich kam es zu keinem Spieleinsatz – auch wegen der Unterbrechung bzw. späteren Abbruch aller Wettbewerbe außer der Division 1A und 1B infolge der COVID-19-Pandemie.
Ende Januar 2021 zeigte sich Vanden Borre mit dieser Situation unzufrieden. Er betrachte seinen Vertrag als beendet und wollte in den nächsten Tagen in Dubai ein Fußballakademie eröffnen. Mitte April 2021 wurde er aber wieder beim Training mit der U-23-Mannschaft beobachtet. Einen Einsatz in der A-Mannschaft wurde durch Trainer Vincent Kompany allerdings ausgeschlossen. Zur Saison 2021/22 wird Vanden Borre nicht mehr im Kader von Anderlecht aufgelistet.

## Nationalmannschaft
Am 28. April 2004 gab Anthony Vanden Borre gegen die Türkei mit 16 Jahren als Einwechselspieler in der 90. Minute sein Debüt in der belgischen Nationalmannschaft. Sein erstes Länderspiel in der Startelf absolvierte er dann am 4. Juni 2005 gegen Serbien und Montenegro. Sein erstes und bisher einziges Länderspieltor erzielte er am 11. Mai 2006 beim 2:1-Freundschaftsspielsieg gegen Saudi-Arabien.

## Erfolge
- Belgischer Meister mit dem RSC Anderlecht: 2004, 2006, 2007, 2013, 2014
- Belgischer Meister mit KRC Genk: 2011